# Prawo Raoulta
Prawo Raoulta – równanie określające skład pary nasyconej nad cieczą o znanym składzie. Zostało sformułowane przez François-Marie Raoulta.
Dla idealnej mieszaniny wieloskładnikowej substancji ciekłych ciśnienie cząstkowe składnika „i” jest dane jako:
{\displaystyle P_{i}=x_{i}^{\mathrm {l} }P_{i}^{*},}
gdzie:
{\displaystyle P_{i}} – ciśnienie cząstkowe,
{\displaystyle P_{i}^{*}} – ciśnienie pary nasyconej czystej substancji ciekłej „i” w tej samej temperaturze,
{\displaystyle x_{i}^{\mathrm {l} }} – zawartość składnika „{\displaystyle i}” (ułamek molowy) w fazie ciekłej (indeks „{\displaystyle \mathrm {l} }”).
Prawo Raoulta pozwala określić ciśnienie pary nasyconej {\displaystyle P} mieszaniny o określonym składzie:
{\displaystyle P=\sum _{i=1}^{n}x_{i}^{\mathrm {l} }P_{i}^{*},}
a także skład pary (indeks „{\displaystyle \mathrm {v} }”), z reguły inny niż skład cieczy:
{\displaystyle x_{k}^{\mathrm {v} }={\frac {x_{k}^{\mathrm {l} }P_{k}^{*}}{\sum _{i=1}^{n}x_{i}^{\mathrm {l} }P_{i}^{*}}}.}
Zgodnie z prawem Raoulta faza gazowa (para cieczy) będzie zawsze bogatsza od fazy ciekłej w składniki łatwiej lotne (mające wyższe ciśnienie pary nasyconej, a niższą temperaturę wrzenia, zobacz regułę składu pary).

## Zastosowania i odchylenia od prawa Raoulta
Prawo Raoulta jest spełnione w pełni dla roztworów idealnych. Roztwory rzeczywiste wykazują dobrą zgodność z prawem Raoulta, jeśli zawierają składniki o podobnym charakterze, np. benzen i toluen. W innych przypadkach prawo to jest spełnione jedynie dla dużych stężeń substancji rozpuszczonej; dla małych stężeń spełnione jest natomiast prawo Henry’ego, a dla stężeń pośrednich obserwuje się znaczące odstępstwa od obu praw.
Jeżeli ciśnienie pary nasyconej jest wyższe niż przewidywane przez prawo Raoulta, mówi się o dodatnim odchyleniu od prawa Raoulta. Jeśli ciśnienia pary nasyconej są mniejsze, wówczas mówi się o odchyleniach ujemnych. Jeżeli odchylenia są tak duże, że na wykresie {\displaystyle P(x)} pojawia się ekstremum (maksimum lub minimum) mówi się o azeotropach.
Prawo Raoulta pozwala wytłumaczyć podwyższenie temperatury wrzenia dla cieczy zawierających substancje nielotne – ciśnienie nad cieczą przy standardowej temperaturze wrzenia, określonej przez ciśnienie zewnętrzne jest niższe niż wymagane do wrzenia. Wymagane jest więc ogrzanie cieczy do wyższej temperatury.
Różnica składu fazy ciekłej i gazowej umożliwia stosowanie procesu destylacji do rozdzielania mieszanin ciekłych. W procesie tym faza gazowa (para) jest wzbogacana w składnik bardziej lotny, a faza ciekła jest wzbogacana w składnik mniej lotny. Mieszaniny ciekłe posiadające punkt azeotropowy nie mogą być całkowicie rozdzielone na składniki w procesie destylacji.